# Onychiurus affinis
Onychiurus affinis är en urinsektsart som beskrevs av Agren 1903. Onychiurus affinis ingår i släktet Onychiurus och familjen blekhoppstjärtar. Inga underarter finns listade i Catalogue of Life.